# Leon Lagerlöf
Leon Lagerlöf (n. 8 aprilie 1870, Nordmaling, Comitatul Västerbotten, Suedia – d. 30 noiembrie 1951, Stockholm, Suedia) a fost un trăgător de tir ce a reprezentat Suedia, medaliat olimpic. A participat la 3 ediții ale Jocurilor Olimpice (1912, 1920, 1924) în care a câștigat o medalie de argint și o medalie de bronz.